# Pierre Louvet (historien de Beauvais)
Pour les articles homonymes, voir Pierre Louvet (homonymie) et Louvet.
Pierre Louvet est un historien français né près de Beauvais vers 1570 et mort en 1646.
Avocat au parlement de Paris et maître des requêtes de la reine Marguerite (1614), il consacra ses loisirs à des travaux historiques, et publia plusieurs ouvrages, notamment : 
- Coutumes des divers bailliages observées en Beauvoisis (Beauvais, 1615);
- Nomenclatura et chronologia rerum ecclesiasticarum diocesis Bellovacensis (Beauvais, 1618) ;
- Histoire et antiquitez du pais de Beauvaisis. (Beauvais, 1631-1635, 2 vol. in-16°) Livre premier, Tome second;
- Anciennes remarques sur la noblesse du Beauvoisis et de plusieurs familles de France (Beauvais, 1631-1640, in-8°).

## Source
- « Pierre Louvet (historien de Beauvais) », dans Pierre Larousse, Grand dictionnaire universel du XIXe siècle, Paris, Administration du grand dictionnaire universel, 15 vol., 1863-1890 [détail des éditions].